# Конрадсен, Мортен
Мортен Огнес Конрадсен (норв. Morten Ågnes Konradsen; родился 3 мая 1996 года в Будё, Норвегия) — норвежский футболист, полузащитник клуба «Хёугесунн».

## Клубная карьера
Конрадсен — воспитанник клуба «Будё-Глимт» из своего родного города. 21 апреля 2013 года в матче против «Эльверума» он дебютировал в Первом норвежском дивизионе. По итогам сезона Мортен помог клубу выйти в элиту. 13 апреля 2014 года в матче против «Согндала» он дебютировал в Типпелиге. 9 ноября в поединке против «Викинга» Конрадсен забил свой первый гол за «Будё-Глимт». Летом 2017 года Мортен перешёл в «Русенборг». 14 октября в матче против «Тромсё» он дебютировал за новую команду.

## Достижения
«Будё-Глимт»
- Чемпион Норвегии (3): 2020, 2021, 2023
- Финалист Кубка Норвегии: 2021/22
- Победитель ОБОС-лиги: 2013

«Русенборг»
- Чемпион Норвегии: 2017
- Победитель Суперкубка Норвегии: 2018